# Corrado Masetti
Corrado Masetti, nome di battaglia Bolero (Zola Predosa, 12 febbraio 1915 – Casteldebole, 30 ottobre 1944), è stato un militare, antifascista e partigiano italiano.

## Biografia
Nel 1936 fu chiamato alle armi e, più tardi, inviato con il suo reparto a combattere in Spagna al fianco delle truppe rivoltatesi contro il legittimo governo della Repubblica.
Dopo l'entrata dell'Italia nella seconda guerra mondiale al fianco della Germania, fu impegnato nell'occupazione della Jugoslavia e della Slovenia, rimanendo ferito.
Caduto Mussolini, all'indomani dell'armistizio dell'8 settembre 1943, fu tra i primi animatori dell'opposizione antifascista e dell'organizzazione partigiana nella zona bazzanese.
Con il nome di battaglia di Bolero combatté nelle file della 7ª Brigata Modena della Divisione Armando. Divenne comandante della 63ª Brigata Garibaldi (che dopo la sua morte prese il suo nome, 63ª Brigata Garibaldi "Bolero"). Operò a Zola Predosa, Montefiorino (MO) e Monte San Pietro.
Durante il trasferimento del comando della Brigata verso Bologna, cadde dopo un combattimento contro soverchianti forze tedesche, a Casteldebole (Bologna) il 30 ottobre 1944.
Riconosciuto partigiano dal 15 settembre 1943 al 30 ottobre 1944.
Gli è stata conferita la Medaglia d'Oro al Valor Militare.

## Riconoscimenti
Il suo nome è stato dato ad una strada di Bologna e ad una di Zola Predosa.
La sezione ANPI di Bazzano porta il nome di 63ª Brigata Bolero.